# Juniata (Nebraska)
Juniata es una villa ubicada en el condado de Adams en el estado estadounidense de Nebraska. En el Censo de 2010 tenía una población de 755 habitantes y una densidad poblacional de 430,59 personas por km².

## Geografía
Juniata se encuentra ubicada en las coordenadas 40°35′26″N 98°30′25″O / 40.59056, -98.50694. Según la Oficina del Censo de los Estados Unidos, Juniata tiene una superficie total de 1.75 km², de la cual 1.75 km² corresponden a tierra firme y (0%) 0 km² es agua.

## Demografía
Según el censo de 2010, había 755 personas residiendo en Juniata. La densidad de población era de 430,59 hab./km². De los 755 habitantes, Juniata estaba compuesto por el 95.1% blancos, el 0.13% eran afroamericanos, el 0.53% eran amerindios, el 0.13% eran asiáticos, el 0% eran isleños del Pacífico, el 3.18% eran de otras razas y el 0.93% pertenecían a dos o más razas. Del total de la población el 3.44% eran hispanos o latinos de cualquier raza.